# Kölandmat
Kölandmat (Lemna minuta) är en kallaväxtart som beskrevs av Carl Sigismund Kunth. Kölandmat ingår i släktet andmatssläktet, och familjen kallaväxter. Inga underarter finns listade.